# شاهزاده‌نشین چرنیهیف
شاهزاده‌نشین چرنیهیف (اسلاوی شرقی باستان: Чєрниговскоє кънѧжьство) یکی از بزرگترین ایالت‌ها در داخل فدراسیون روس کیف بود. برای مدتی این شاهزاده‌نشین پس از شاهزاده‌نشین کیف دومین شاهزاده مهم این فدراسیون بود.